# St. Matthäus (Hessental)

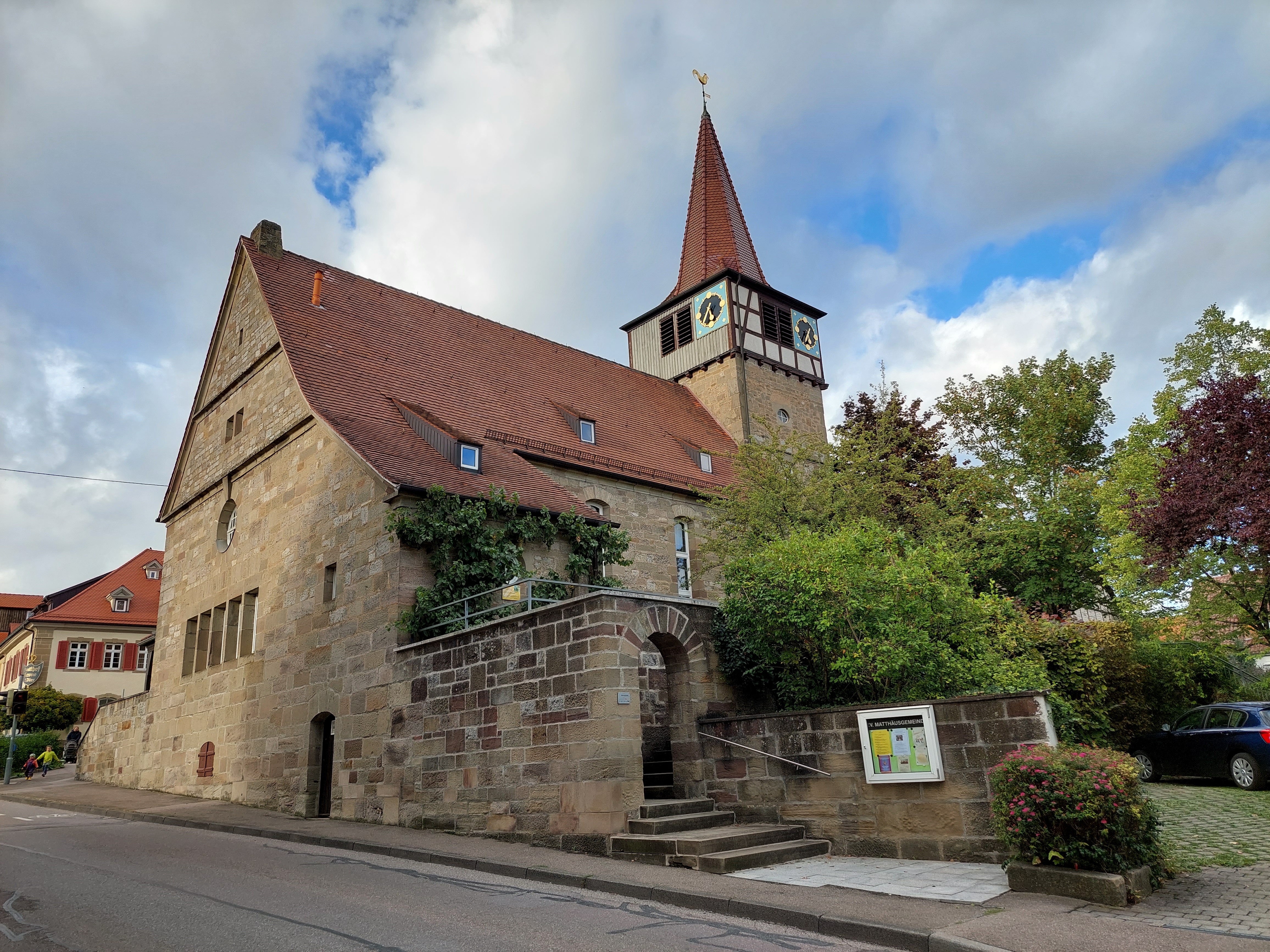
St. Matthäus (Hessental)

St. Matthäus ist eine evangelische Pfarrkirche im Schwäbisch Haller Stadtteil Hessental.

## Geschichte
Eine Kapelle ist seit 1365 belegt und stand einst, etwas erhöht, am Nordrand des Dorfes. Ihr romanischer Turmchor mit drei Lagen von Buckelquadern im unteren Teil des Mauerwerks stammt wohl aus dem 13. Jahrhundert. Oberhalb dieser drei Buckelquaderlagen befinden sich drei weitere Quaderlagen, die wahrscheinlich nachträglich geglättet wurden. Es ist anzunehmen, dass diese sechs Steinlagen Überreste einer abgegangenen Burganlage der Herren von Hessental darstellen. Wahrscheinlich wurden die Burgreste von der Comburg zum Kapellenbau genutzt. Mit dem Neubau des Langhauses wurde auch der Turm 1731 verändert.
Bis 1939 war St. Matthäus zuerst eine Filialkirche von Steinbach, dann von Tüngental, anschließend bis 1946 Pfarrverweserei und ab 1946 selbstständige Pfarrgemeinde.
Bei einem Luftangriff 1944 wurde die Kirche größtenteils zerstört. Der Wiederaufbau erfolgte in den Jahren 1948 bis 1950 in vergrößertem Maßstab. Während manche Quellen angeben, dass die Entwürfe von Walter Zoller stammten, wird bei anderen Rudolf Lempp genannt.

## Architektur
Der Turm mit quadratischem Grundriss war ursprünglich wohl ein Wehrturm der abgegangenen Burg und hat eine Glockenstube aus Fachwerk. Der Turmchor ist vom Langhaus durch einen engen Triumphbogen abgetrennt. An der Südwand des Bogens steht die schmucklose hölzerne Kanzel. Die Chorempore mit Orgel an der westlichen Stirnwand setzt sich als Empore über die gesamte Länge der Nordwand fort. Das dunkle Holz der Empore und der getäfelten Balkendecke dominiert die Saalkirche.
Der Kirchhof war einst von einer hohen Mantelmauer umgeben, von der an der Ostseite (Schellergasse) noch Reste erkennbar sind.

## Ausstattung
Ein hölzernes Kruzifix wird auf 1645 datiert und ist der einzige Kunstschatz, der in der Kirche verblieben ist, nachdem 1893 ein spätgotischer Flügelaltar verkauft worden war. Es hängt heute über dem steinernen Altar im Chor.
Die Kirche erhielt 1952 eine Walcker-Orgel mit zwölf Registern und 1956 eine elektroautomatische Turmuhr und Läuteanlage. 1971 wurde im Zuge einer Innenrenovierung ein farbiges Glasfenster mit Abbildungen der vier Evangelisten in eines der dreiteiligen Fenster an der Südwand eingebaut.

### Glocken
Die ersten Glocken stammten aus den Jahren 1696 und 1705. Sie trugen die Inschrift SOLI DEO GLORIA und das Haller Wappen. Gegossen worden waren sie von Johann Martin Dilitz. Diese zwei Glocken hingen bis 1917 im Kirchturm. 1950 wurden sie durch zwei neue Glocken von Heinrich Kurz in Stuttgart sowie eine Leihglocke aus Schlesien, die 1561 in Breslau gegossen worden war, ersetzt.